# Малая Салчия
Малая Салчия (рум. Salcia Mică) — река в Молдавии, протекающая в границах Кантемирского, Кагульского и Тараклийского районов, левый приток реки Большая Салчия (бассейн Дуная). Является рекой третьего порядка.

## Название
Гидроним имеет молдавское происхождение, и заимствует своё название от древесных растений семейства Ивовые, которые произрастают на берегах водоёмов в этой местности, и переводится как «Малая Ива».

## Описание
Река Малая Салчия берёт своё начало в 1,7 км севернее окраины села Баймаклия, из дождевого источника на высоте 255,22 м, откуда река формирует своё русло и следует по направлению с севера на юг к селу Дерменджи, где в 0,9 км к северо-востоку от его западной окраины впадает в реку Большая Салчия на высоте 36,15 м. В верхнем течении русло реки естественное, в среднем и нижнем — зарегулировано путём спрямления и углубления. Речной сток регулируется несколькими прудами, расположенных в русле реки.
Река в своём верхнем течении протекает через сёла: Баймаклия, Кёселия, Цэрэнкуца, в среднем течении: Бурлаку, Тараклия де Салчие, Тартаул де Салчие, Тудорешть, в нижнем течении: Лопэцика.
Долина реки в верхнем течении неглубокая, слабо выражена и имеет форму круга. В среднем и нижнем течении долина приобретает широкую, хорошо выраженную трапециевидную форму. Берега реки изрезаны сетью яров и оврагов. Оба склона используются для выпаса скота, выращивания сельскохозяйственных зерновых культур, винограда, частично заняты хозяйственными постройками. Пойма реки двусторонняя, в основном асимметричная, сухая, отведена под сельхозугодия.
Русло реки илистое, шириной от 0,2 до 1,7 м, в пойменной части от 4,0 до 17 м, средняя глубина реки от 0,06 до 0,24 м. Берега с глиняным субстратом, высотой от 2,0 до 2,5 м. Течение относительно ленивое, скорость воды от 0,07 до 0,53 м/с. На некоторых участках русла, где река покрыта водной растительностью, вода застаивается.
Максимальные уровни воды и связанные с ними разливы в реке наблюдаются в период весеннего таяния снега, а также после выпадения ливневых осадков в летний период, что может вызывать затопление значительных территорий.
Постоянным источником питания реки считается родник на высоте 225,0 м, который находится в 1,0 км вниз по течению от дождевого источника. Географические координаты: 46°12’7,79" с. ш. и 28°23’32,85" в. д..

## Морфометрические и морфографические характеристики
- длина основного русла 38,8 км[1];
- длина бассейна 38,6 км[1];
- площадь бассейна 216,5 км²[1];
- падение 219,07 м, средний уклон составляет 6,5 м/км (0,0065 %)[1];
- извилистость реки 1,07[1];
- плотность гидрографической сети 0,78 км/км²[1];
- доля озёр 0,295 %[1];
- доля лесов 6,513 %[1].

## Устье реки
Река Малая Салчия впадает в реку Большая Салчия на высоте 36,15 м. Устье находится в 900 метрах северо-восточнее села Дерменджи.

## Экологическое состояние реки
| Гидрохимические показатели качества | 2020  |
| Гидрохимические показатели качества | 20.10 |
| Na++K+                              | III   |
| Аммонийный азот                     | IV    |
| Общий фосфор                        | III   |
| Минеральный фосфор                  | IV    |
| Минерализация                       | III   |

Основное антропогенное воздействие на экологическое состояние реки Малая Салчия оказывает хозяйственная деятельность населения сёл Баймаклия, Кёселия, Цэрэнкуца, Бурлаку, Тараклия де Салчие, Тартаул де Салчие, Тудорешть, Лопэцика по причине отсутствия очистных сооружений.
В 2020 году с целью определения гидрохимических показателей качества воды в верхнем течении реки Малая Салчия (село Баймаклия), были проведены лабораторные исследования, по результатам которых установлены классы качества поверхностных вод. Качество воды в реке отнесено к IV классу качества (загрязнённая).
К природным факторам воздействия на качественные параметры реки относятся интенсивные ливневые осадки, в результате которых интенсификуются процессы смыва с поверхности водосборов твёрдых частиц, химических веществ, используемых в сельском хозяйстве, а так же бытового мусора.